# Campionati mondiali di nuoto in vasca corta 2008
I campionati mondiali di nuoto in vasca corta 2008 si sono svolti dal 9 al 13 aprile 2008 presso la Manchester Evening News Arena di Manchester nel Regno Unito. Sono stati la nona edizione della competizione organizzata dalla Federazione internazionale del nuoto (FINA).

## Podi

### Uomini
| Evento               | Oro                                                                           | Tempo    | Argento                                                                     | Tempo    | Bronzo                                                                        | Tempo    |
| Stile libero         |                                                                               |          |                                                                             |          |                                                                               |          |
| 50 m                 | Duje Draganja                                                                 | 20"81    | Mark Foster                                                                 | 21"31    | Gerhard Zandberg                                                              | 21"33    |
| 100 m                | Nathan Adrian                                                                 | 46"67    | Filippo Magnini                                                             | 46"70    | Duje Draganja                                                                 | 46"83    |
| 200 m                | Kenrick Monk                                                                  | 1'43"46  | Kirk Palmer                                                                 | 1'43"50  | Massimiliano Rosolino                                                         | 1'44"23  |
| 400 m                | Yury Prilukov                                                                 | 3'37"35  | Massimiliano Rosolino                                                       | 3'39"60  | Robert Renwick                                                                | 3'40"22  |
| 1500 m               | Yury Prilukov                                                                 | 14'22"98 | David Davies                                                                | 14'36"30 | Mateusz Sawrymowicz                                                           | 14'43"37 |
| Dorso                |                                                                               |          |                                                                             |          |                                                                               |          |
| 50 m                 | Peter Marshall                                                                | 23"49    | Liam Tancock                                                                | 23"53    | Ashley Delaney                                                                | 23"57    |
| 100 m                | Liam Tancock                                                                  | 50"14    | Randall Bal                                                                 | 50"42    | Stanislav Donets                                                              | 50"53    |
| 200 m                | Markus Rogan                                                                  | 1'47"84  | Ryan Lochte                                                                 | 1'47"91  | Stanislav Donets                                                              | 1'50"45  |
| Rana                 |                                                                               |          |                                                                             |          |                                                                               |          |
| 50 m                 | Oleg Lisogor                                                                  | 26"46    | Mark Gangloff                                                               | 26"54    | Cameron van der Burgh                                                         | 26"67    |
| 100 m                | Igor Borysik                                                                  | 57"74    | Cameron van der Burgh                                                       | 57"92    | Oleg Lisogor                                                                  | 58"08    |
| 200 m                | Kristopher Gilchrist                                                          | 2'06"18  | Igor Borysik                                                                | 2'06"21  | William Diering                                                               | 2'06"85  |
| Farfalla             |                                                                               |          |                                                                             |          |                                                                               |          |
| 50 m                 | Adam Pine                                                                     | 22"78    | Sergiy Breus                                                                | 22"86    | Evgeny Korotyshkin                                                            | 22"94    |
| 100 m                | Peter Mankoč                                                                  | 50"04    | Adam Pine                                                                   | 50"54    | Nikolay Skvortsov                                                             | 50"78    |
| 200 m                | Moss Burmester                                                                | 1'51"05  | Nikolay Skvortsov                                                           | 1'51"83  | Paweł Korzeniowski                                                            | 1'52"25  |
| Misti                |                                                                               |          |                                                                             |          |                                                                               |          |
| 100 m                | Ryan Lochte                                                                   | 51"15    | Peter Mankoč                                                                | 52"21    | Liam Tancock                                                                  | 52"22    |
| 200 m                | Ryan Lochte                                                                   | 1'51"56  | Liam Tancock                                                                | 1'53"10  | James Goddard                                                                 | 1'55"15  |
| 400 m                | Ryan Lochte                                                                   | 4'03"21  | Robert Margalis                                                             | 4'03"74  | Dinko Jukić                                                                   | 4'06"40  |
| Staffette            |                                                                               |          |                                                                             |          |                                                                               |          |
| 4x100 m stile libero | Stati Uniti Ryan Lochte Bryan Lundquist Nathan Adrian Doug Van Wie            | 3'08"44  | Paesi Bassi Robert Lijesen Bas van Velthoven Mitja Zastrow Robin van Aggele | 3'09"18  | Svezia Petter Stymne Stefan Nystrand Lars Frölander Marcus Piehl              | 3'10"04  |
| 4x200 m stile libero | Australia Kirk Palmer Grant Brits Nicholas Sprenger Kenrick Monk              | 6'55"65  | Regno Unito Robert Renwick David Carry Andrew Hunter Ross Davenport         | 6'56"52  | Italia Emiliano Brembilla Massimiliano Rosolino Nicola Cassio Filippo Magnini | 6'58"39  |
| 4x100 m misti        | Russia Stanislav Donets Sergey Geybel Evgeny Korotyshkin Alexander Sukhorukov | 3'24"29  | Stati Uniti Randall Bal Mark Gangloff Ryan Lochte Nathan Adrian             | 3'24"38  | Nuova Zelanda Daniel Bell Glenn Snyders Corney Swanepoel Cameron Gibson       | 3'27"15  |

### Donne
| Evento               | Oro                                                                          | Tempo   | Argento                                                                          | Tempo   | Bronzo                                                                          | Tempo   |
| Stile libero         |                                                                              |         |                                                                                  |         |                                                                                 |         |
| 50 m                 | Marleen Veldhuis                                                             | 23"25   | Hinkelien Schreuder                                                              | 23"83   | Francesca Halsall                                                               | 24"11   |
| 100 m                | Marleen Veldhuis                                                             | 52"17   | Francesca Halsall                                                                | 52"79   | Hanna-Maria Seppälä                                                             | 52"94   |
| 200 m                | Kylie Palmer                                                                 | 1'54"41 | Femke Heemskerk                                                                  | 1'54"65 | Caitlin McClatchey                                                              | 1'55"15 |
| 400 m                | Kylie Palmer                                                                 | 3'59"23 | Camelia Potec                                                                    | 4'01"06 | Joanne Jackson                                                                  | 4'01"11 |
| 800 m                | Rebecca Adlington                                                            | 8'08"25 | Kylie Palmer                                                                     | 8'12"32 | Erika Villaécija                                                                | 8'13"93 |
| Dorso                |                                                                              |         |                                                                                  |         |                                                                                 |         |
| 50 m                 | Sanja Jovanović                                                              | 26"37   | Chang Gao                                                                        | 26"70   | Kateryna Zubkova                                                                | 26"81   |
| 100 m                | Kirsty Coventry                                                              | 57"10   | Kateryna Zubkova                                                                 | 57"15   | Sanja Jovanović                                                                 | 57"80   |
| 200 m                | Kirsty Coventry                                                              | 2'00"91 | Elizabeth Simmonds                                                               | 2'02"60 | Margaret Hoelzer                                                                | 2'03"85 |
| Rana                 |                                                                              |         |                                                                                  |         |                                                                                 |         |
| 50 m                 | Jessica Hardy                                                                | 29"58   | Kate Haywood Sarah Katsoulis                                                     | 30"35   | Non attribuita                                                                  |         |
| 100 m                | Jessica Hardy                                                                | 1'04"22 | Jade Edmistone                                                                   | 1'04"93 | Suzaan van Biljon                                                               | 1'05"38 |
| 200 m                | Suzaan van Biljon                                                            | 2'18"73 | Sally Foster                                                                     | 2'20"11 | Julija Efimova                                                                  | 2'20"48 |
| Farfalla             |                                                                              |         |                                                                                  |         |                                                                                 |         |
| 50 m                 | Felicity Galvez                                                              | 25"32   | Hinkelien Schreuder                                                              | 25"40   | Inge Dekker                                                                     | 25"60   |
| 100 m                | Felicity Galvez                                                              | 55"89   | Rachel Komisarz                                                                  | 56"32   | Jemma Lowe                                                                      | 56"84   |
| 200 m                | Mary Descenza                                                                | 2'04"27 | Felicity Galvez                                                                  | 2'04"90 | Jessica Dickons                                                                 | 2'05"09 |
| Misti                |                                                                              |         |                                                                                  |         |                                                                                 |         |
| 100 m                | Shayne Reese                                                                 | 59"58   | Hanna-Maria Seppälä                                                              | 59"62   | Kirsty Coventry                                                                 | 59"77   |
| 200 m                | Kirsty Coventry                                                              | 2'06"13 | Mireia Belmonte Garcia                                                           | 2'07"47 | Hannah Miley                                                                    | 2'08"79 |
| 400 m                | Kirsty Coventry                                                              | 4'26"52 | Hannah Miley                                                                     | 4'27"27 | Mireia Belmonte Garcia                                                          | 4'27"55 |
| Staffette            |                                                                              |         |                                                                                  |         |                                                                                 |         |
| 4x100 m stile libero | Paesi Bassi Hinkelien Schreuder Femke Heemskerk Inge Dekker Marleen Veldhuis | 3'29"42 | Australia Alice Mills Shayne Reese Kelly Stubbins Angie Bainbridge               | 3'32"00 | Regno Unito Francesca Halsall Caitlin McClatchey Julia Beckett Melanie Marshall | 3'32"88 |
| 4x200 m stile libero | Paesi Bassi Inge Dekker Femke Heemskerk Marleen Veldhuis Ranomi Kromowidjojo | 7'38"90 | Regno Unito Joanne Jackson Melanie Marshall Caitlin McClatchey Rebecca Adlington | 7'38"96 | Australia Bronte Barratt Angie Bainbridge Kelly Stubbins Kylie Palmer           | 7'39"01 |
| 4x100 m misti        | Stati Uniti Margaret Hoelzer Jessica Hardy Rachel Komisarz Kara Denby        | 3'51"36 | Australia Rachel Goh Sarah Katsoulis Felicity Galvez Alice Mills                 | 3'52"01 | Regno Unito Elizabeth Simmonds Kate Haywood Jemma Lowe Francesca Halsall        | 3'53"02 |

## Medagliere
| Posiz. | Nazione       | Oro | Argento | Bronzo | Totale |
| ------ | ------------- | --- | ------- | ------ | ------ |
| 1      | Stati Uniti   | 10  | 6       | 1      | 17     |
| 2      | Australia     | 8   | 9       | 2      | 19     |
| 3      | Paesi Bassi   | 4   | 4       | 1      | 9      |
| 4      | Zimbabwe      | 4   | 0       | 1      | 5      |
| 5      | Gran Bretagna | 3   | 10      | 11     | 24     |
| 6      | Russia        | 3   | 1       | 5      | 9      |
| 7      | Ucraina       | 2   | 3       | 2      | 7      |
| 8      | Croazia       | 2   | 0       | 2      | 4      |
| 9      | Sudafrica     | 1   | 1       | 4      | 6      |
| 10     | Slovenia      | 1   | 1       | 0      | 2      |
| 11     | Nuova Zelanda | 1   | 0       | 1      | 2      |
| 12     | Austria       | 1   | 0       | 0      | 1      |
| 13     | Italia        | 0   | 2       | 2      | 4      |
| 14     | Spagna        | 0   | 1       | 2      | 3      |
| 15     | Finlandia     | 0   | 1       | 1      | 2      |
| 16     | Cina          | 0   | 1       | 0      | 1      |
| 16     | Romania       | 0   | 1       | 0      | 1      |
| 18     | Polonia       | 0   | 0       | 2      | 2      |
| 19     | Grecia        | 0   | 0       | 1      | 1      |
| 19     | Svezia        | 0   | 0       | 1      | 1      |